# Liceul Tehnologic „Virgil Madgearu” din Suceava

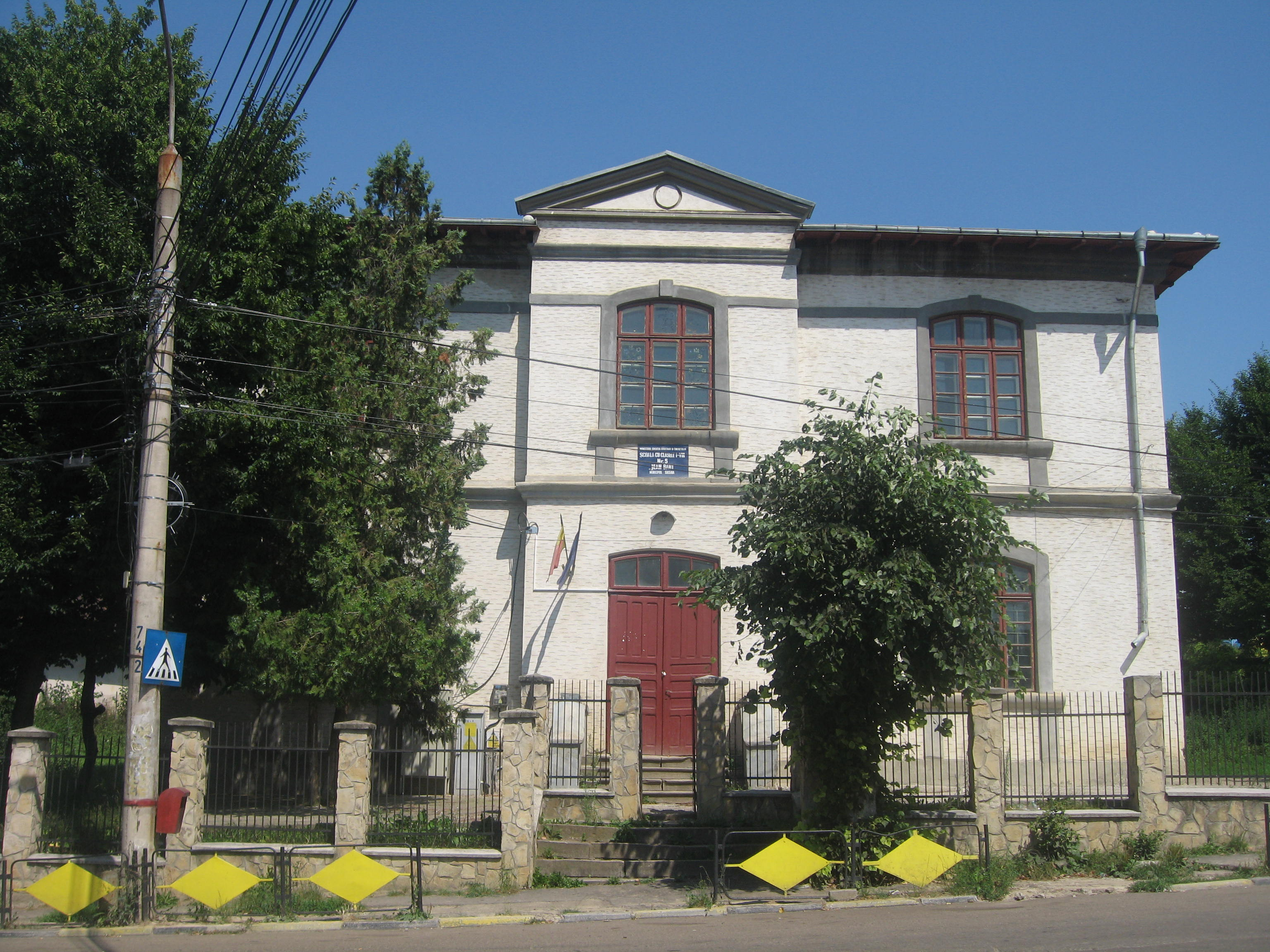
Fosta clădire a Școlii Gimnaziale nr. 5 „Jean Bart” din Suceava, astăzi Liceul Tehnologic „Virgil Madgearu”

Liceul Tehnologic „Virgil Madgearu” este o instituție particulară de învățământ liceal din municipiul Suceava, înființată în anul 2002. Aceasta funcționează începând din 2011 într-o clădire istorică situată pe strada Gheorghe Doja nr. 237, în cartierul Burdujeni, în care a funcționat prima școală a localității Burdujeni (devenită între timp parte componentă a Sucevei).

## Istoric
Liceul apare pe harta sistemului educațional sucevean în anul 2002, fiind înființat conform Autorizației de încredere nr. 553 și asigurând o instruire de specialitate pe filieră tehnologică de nivel 4. Specificul noului liceu îl reprezintă studiul teoretic și practic al domeniului economic, cu avantajul obținerii atestatului de competență profesională care le asigură absolvenților acces direct pe piața forței de muncă. Drept urmare, instituția împrumută numele economistului român Virgil Madgearu (1887–1940), cunoscut ca membru proeminent și principal teoretician al Partidului Țărănesc și al succesorului său, Partidul Național Țărănesc (PNȚ), fiind cel care a fundamentat doctrina politică a curentului țărănist. Liceul sucevean contribuie la calificarea forței de muncă locale, fiind destinat în special elevilor din județul Suceava și din regiunile învecinate acestuia, dar este accesibil și pentru elevi din zone mai îndepărtate ale țării.
Liceul Tehnologic „Virgil Madgearu” este acreditat de către Ministerul Educației din România prin OMECTS nr. 3828 din 14 mai 2010, pentru profilul tehnologic, și autorizat prin OMEN nr. 4965 din 31 august 2018, pentru profilul teoretic. Axat doar pe o singură specializare – tehnician în activități economice – învățământ de zi, seral și frecvență redusă, acest liceu devine atractiv celor interesați de propria pregătire și de oportunitatea de a-și completa studiile liceale în paralel cu implicarea, în majoritatea cazurilor, într-un loc de muncă solicitant și cu angajarea într-o relație familială complexă, care le restrânge timpul liber. Pe lângă serviciile educaționale în domeniul economic, este acoperit și nivelul preșcolar, Grădinița Particulară „Amis” funcționând ca structură în cadrul liceului începând din 2014.
La nivelul anului 2011, dintre unitățile școlare particulare din județul Suceava ce funcționează pe baza autorizațiilor de încredere acordate de Ministerul Educației, doar Liceul „Virgil Madgearu”, Liceul Particular nr. 1 și Școala Creștină „Filadelfia” sunt singurele acreditate. Tot acum, în cadrul Liceului „Virgil Madgearu” studiază aproximativ 600 de elevi, dintre care circa 450 au vârsta de cel puțin 21 de ani: „Am înregistrat o evoluție foarte bună a numărului de elevi până în acest an. Ținând cont că se impune plata anuală a unei taxe de școlarizare, probabil din cauza climatului de austeritate financiară, numărul elevilor s-a diminuat cu circa 200. În prezent peste 600 de elevi urmează cursurile Liceului Particular «Virgil Madgearu». Numărul cadrelor didactice este de 16”, a declarat Gabriela Carpiuc, profesor de discipline economice în cadrul liceului.
Începând din anul școlar 2011–2012, în baza unui contract de concesiune încheiat pe o durată de 49 de ani, liceul deține propriul său spațiu educativ reprezentat de clădirea veche a școlii din Burdujeni (astăzi cartier al Sucevei). În anul școlar 2017–2018, în cadrul liceului învață 229 de elevi organizați în 6 clase de liceu seral și 4 clase de liceu la zi. Aceștia sunt coordonați de către un corp profesoral selectat pe bază de interviu și format din 16 profesori. În baza Ordinului Ministerului Educației nr. 5944 din 2023, începând cu anul școlar 2023–2024 unitatea este acreditată pentru învățământul liceal, filiera teoretică, profilul umanist, specializarea științe sociale, cu predarea în limba română și forma de învățământ la zi.

## Dotări
Clădirea principală în care funcționează Liceul Tehnologic „Virgil Madgearu” datează din anul 1902 și este situată pe strada Gheorghe Doja nr. 237, în apropiere de fostul Cinematograf „Burdujeni”. Aici se găsesc 6 săli de clasă, un laborator de informatică, o sală pentru Comisia de Asigurare a Calității în Educație, câte o sală pentru cancelarie, direcțiune, respectiv secretariat. De asemenea, lângă clădire există un teren de sport.
Întrucât spațiile disponibile în clădirea din Burdujeni (concesionată pentru 49 de ani) au devenit insuficiente desfășurării orelor de curs și altor activități ale liceului, acestea au fost suplimentate cu spații aparținând Școlii Gimnaziale nr. 1 din centrul orașului Suceava. Aici, Liceul „Virgil Madgearu” beneficiază de 11 săli de curs (în toate zilele săptămânii), 7 cabinete și laboratoare (de informatică, muzică, desen, geografie, istorie, fizică și chimie), 2 săli de educație fizică, o încăpere având destinația de secretariat și contabilitate, o cancelarie, o sală managerială și o sală calitate. Acestea au fost puse la dispoziția liceului tehnologic în baza unui contract de închiriere.

## Clădirea liceului

### Istoric. Prima școală din Burdujeni

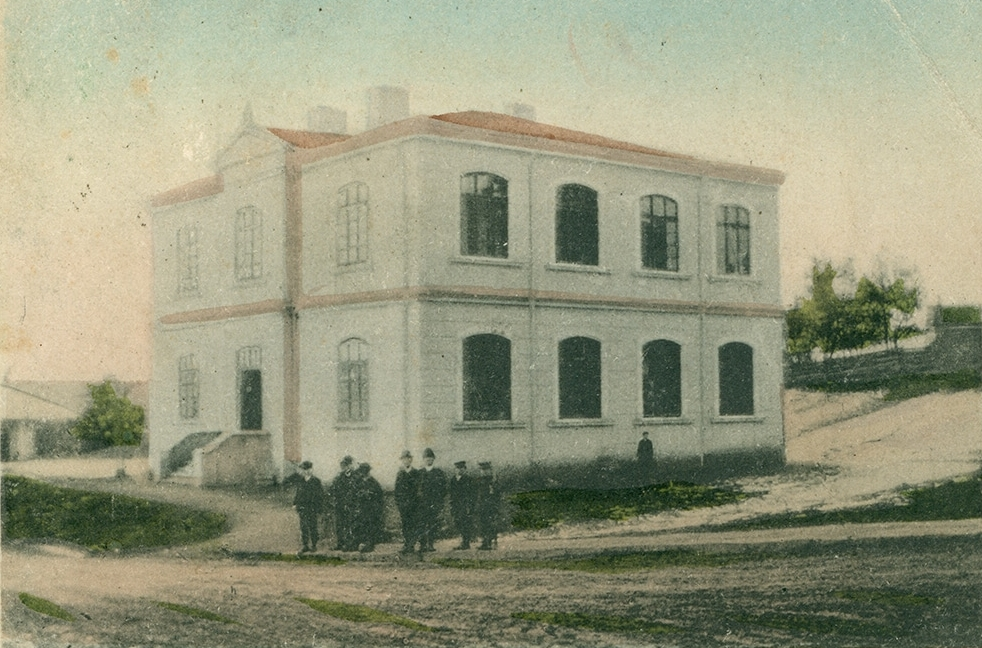
Școala de Băieți din Burdujeni la începutul secolului al XX-lea

Clădirea care în prezent adăpostește Liceul Tehnologic „Virgil Madgearu” a fost construită în anul 1902, cu rolul inițial de școală de băieți, fiind destinată să găzduiască orele de curs pentru cei aproximativ 300 de elevi, cât număra atunci târgul Burdujeni. Fostul director C. Călinescu, împreună cu reprezentantul Ministerului de Agricultură și Domenii, au determinat poziția noului imobil și locul acestuia, cu suprafața de 1.224 de metri pătrați, pe strada principală I.G. Duca. Deși în Burdujeni prima școală de băieți funcționa încă din 1856 „în localul hărăzit de Ilie Morariu, român transilvănean” și bunicul lui Costachi Morariu (viitorul primar al Burdujenilor din perioada Primului Război Mondial), un edificiu adecvat nu s-a putut ridica decât în anul 1902, din lipsă de fonduri. În același an este ridicat și sediul Primăriei Burdujeni, în imediata vecinătate a școlii, tot la strada principală. Pentru construirea „școlii din târg”, așa cum mai era cunoscută, s-a obținut și sprijinul material dat de Aurel Crudu, directorul Prefecturii județului Botoșani, și Bogdan Ștefan Manea, fost administrator al plășii Bucecea. Construcția împreună cu dependințele au costat 28.974 de lei.
În monografia Burdujeniului scrisă de Elena Costache Găinariu se arată că „înfățișarea primei școli a fost un adevărat bine pentru locuitori. În urma legii agrare din 1866 când s-a făcut împroprietărirea s-a hotărât a se da și pentru construcția școlii 60 de prăjini din «locul fostului embaticar Mătăsaru și 6 fălci loc arabil în țarina Burdujeni».” În aceeași lucrare monografică este descrisă clădirea școlii, care se compune din „parter și etaj, iar încăperile sunt distribuite în felul următor: la parter două săli pentru clasele I și a II-a, despărțite una de alta prin sala de intrare. Tot aici mai sunt două camere ce servesc de locuință dirigintelui care este domnul Calangea Eugen. La mijlocul sălii, pe dreapta cum intri, lângă perete, o scară fixă cu grilaj de fier și balustradă duce la etaj, unde se găsesc alte patru încăperi și anume: două săli față în față pentru clasa a III-a și a IV-a, cancelaria școlii și sala de bibliotecă unde există și un dulap ce servește de muzeu școlar. (...) Clasele sunt spațioase, bine îngrijite și au pereții împodobiți cu tablouri intuitive, negre și colorate, hărți cu plasa și județul, România, continentele.”
Până în anul 1912, în comuna Burdujeni a existat o singură școală, cea din târg: „Acolo elevii de la grădiniță trec să-și dezvolte mai departe caracterele, privind noțiunile elementare de cultură generală și educație patriotică.” Aceasta funcționa cu șase clase de băieți, având de educat și băieții din zona Burdujeni-Sat. Fetele învățau în localul primăriei. În 1912 satul și-a terminat de construit localul propriu de școală (actualmente Școala Gimnazială nr. 6 din Suceava). Prin urmare, în același an, școala din târg a revenit la patru clase și la starea ei mixtă din trecut. Avea șase posturi cu cinci învățători titulari și unul detașat. Școala deținea în „țarina Burdujeni 3 hectare și 50 de ari teren arabil și un hectar de luncă pe stânga râului Suceava.” De asemenea, dispunea de cantină, iar pe timp de iarnă, în fiecare zi, aici luau masa peste 40 de elevi săraci.
Statisticile arată că numărul de elevi care învățau la „școala din târg” era destul de ridicat în perioada interbelică: 535 de copii (fete și băieți) în 1931–1932, 570 de copii (fete și băieți) în anul școlar următor, 520 de școlari (dintre care 291 erau de naționalitate română, restul evrei și alte naționalități) în 1933–1934, în vreme ce în intervalul 1934–1935 erau înscriși 540 de copii.

### Școala Gimnazială nr. 5 „Jean Bart”
În 1956 comuna Burdujeni este integrată în orașul Suceava, devenind cartier. Drept urmare, Școala Primară Mixtă nr. 1 din Burdujeni-Târg își schimbă titulatura în Școala Generală nr. 5 din Suceava, rămânând în vechea clădire până în anul școlar 1964–1965, atunci când în proximitate, pe Calea Unirii nr. 49, se inaugurează un nou local. Acesta se afla în incinta actualului Colegiu Tehnic „Alexandru Ioan Cuza” (fostul Liceu Industrial nr. 1). Școala nr. 5 funcționează aici doar până în 1973, când se mută în actuala clădire, situată pe Calea Unirii nr. 53.
Între timp, vechea clădire a fost transformată în orfelinat, aici fiind găzduite fetele aduse de la orfelinatul din Gara Burdujeni. Crescând foarte mult numărul copiilor ca urmare a apariției cartierului de blocuri Cuza Vodă, noul local al școlii devine insuficient. De aceea, vechea clădire este igienizată, racordată la instalația de încălzire și redeschisă ca școală pentru elevii din clasele I–IV, începând din anul 1987. La 1 septembrie 1999, denumirea Școlii nr. 5 este schimbată în cea actuală – Școala Gimnazială „Jean Bart”, după pseudonimul literar al scriitorului Eugeniu P. Botez (1874–1933), născut în Burdujeni. În anul școlar 2007–2008, în corpul B al școlii, reprezentat de vechea clădire construită la începutul secolului al XX-lea, învață 228 de elevi din clasele primare, totodată aici existând o bibliotecă și un cabinet medical.
În 2011 imobilul este vândut de către firma Electroconstrucția „ELCO” unei persoane particulare, iar ulterior devine sediul Liceului Tehnologic „Virgil Madgearu”, instituție de învățământ privată. În ordinea vechimii, clădirea este a treia din municipiul Suceava în care în prezent funcționează o școală, după cele ale Colegiului de Artă „Ciprian Porumbescu” (1859) și Colegiului Național „Ștefan cel Mare” (1893–1895), amândouă situate în centrul orașului.

### Arhitectură
Edificiul vechii școli din Burdujeni, ridicat în zona târgului, lângă intersecția drumurilor ce duc spre Botoșani, Dorohoi și Siret, se impune prin sobrietate, simplitate și echilibru. Un singur accent arhitectural apare la mijlocul fațadei, un ușor decroș, care pune în evidență intrarea principală, decroș care se continuă pe verticală la etaj, terminându-se în partea superioară cu un modul triunghiular și spărgând monotonia acoperișului în patru ape. Un brâu de piatră, ce înconjoară clădirea, delimitează parterul de etaj. Ferestrele, de dimensiuni mari și ușor boltite în partea superioară, sunt prinse în paramente de bosaje. Vechea tâmplărie de lemn a acestora a fost înlocuită mai recent cu una de tip termopan.
Lângă școală, pe strada 22 Decembrie nr. 1, se află clădirea în care a funcționat Primăria Burdujeni în vremea când Burdujeni era localitate cu administrație separată. Ridicat în anul 1902 după proiectul inginerului Virgil Hălăceanu, edificiul este compus dintr-un demisol supraînălțat și parter. Planul în formă de „U” al construcției formează o curte în partea din spate spre care dau încăperile principale. Mai târziu, la mijlocul fațadei dinspre stradă a fost adăugat un pridvor masiv, neacoperit, având două rânduri de scări dispuse simetric, de o parte și de alta a sa. Clădirea este împărțită în două registre: cel corespunzător demisolului, placat cu piatră, respectiv cel corespunzător parterului, îmbrăcat în cărămidă roșie aparentă. În afară de administrația comunei Burdujeni, clădirea a găzduit în primul său deceniu de existență școala de fete din localitate. În prezent aparține societății Electroconstrucția „ELCO” S.A. Suceava, reprezentând sediul acesteia.
Prozatorul și memorialistul Beni Budic (1946–2020), născut la Burdujeni, își amintește de vechile imobile din centrul localității natale: „Pentru mine, târgușorul începea la răscrucea ca un X mare, unde se întâlneau câteva drumuri. (...) pe Strada Mare, se afla clădirea primăriei și dispensarul medical, printre puținele clădiri mai impozante din târg, poate datorită faptului că erau clădiri de un etaj și jumătate, cu parter jos ce folosea probabil de magazie. La câțiva pași mai jos se afla clădirea cu etaj, cu ferestre mari, a școlii primare. Clădire modestă ca dimensiuni, dar în peisajul burdujenean, totuși, una din cele mai falnice, unde în afara cancelariei se aflau vreo patru săli de clasă mari și luminoase, cu geamuri enorme ce se terminau într-o boltă rotunjită. Acolo am petrecut aproape tot anul școlar al clasei întâia.”

## Imagini

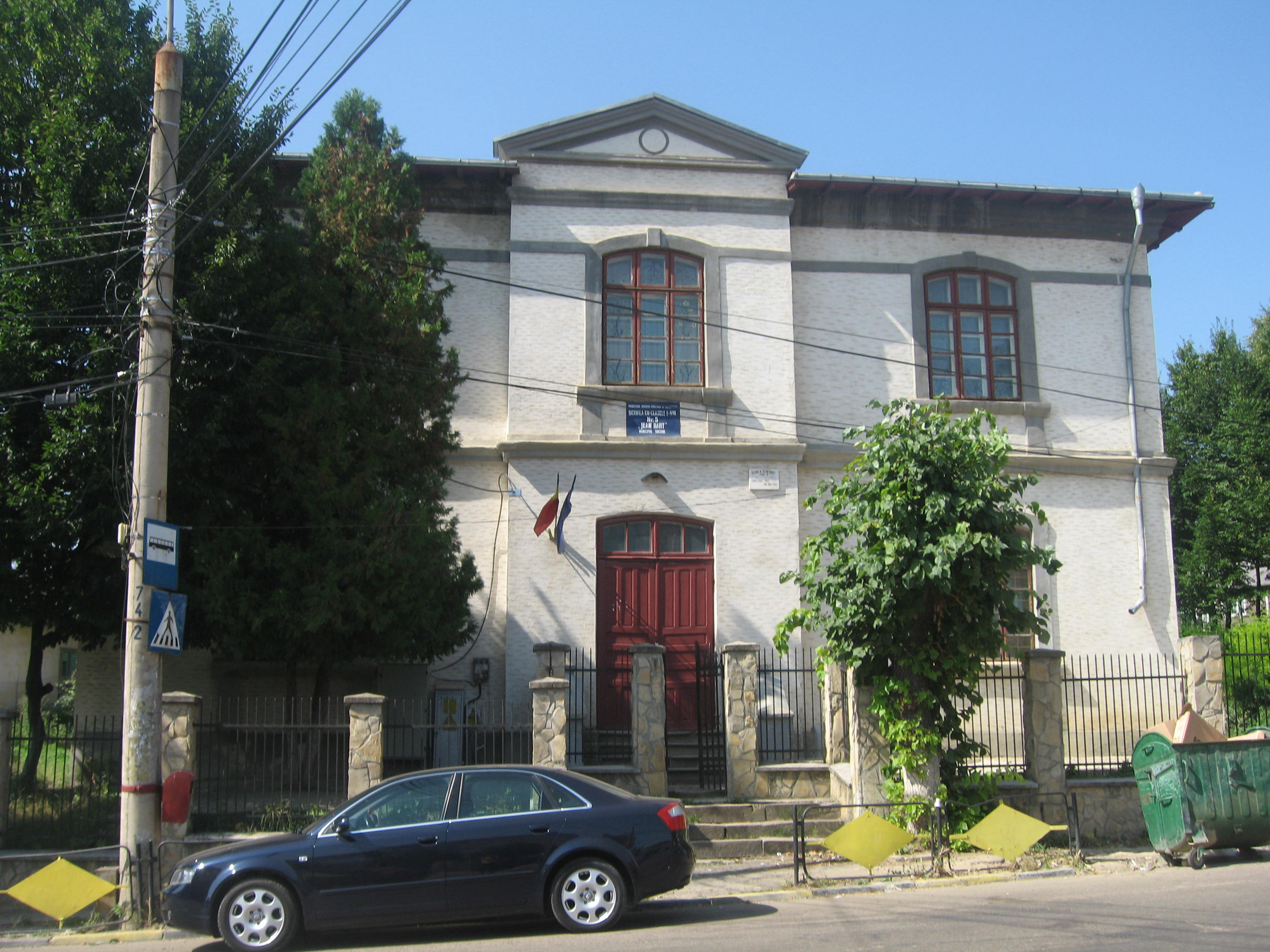
Fostul corp B al Școlii Gimnaziale nr. 5 „Jean Bart” din Suceava
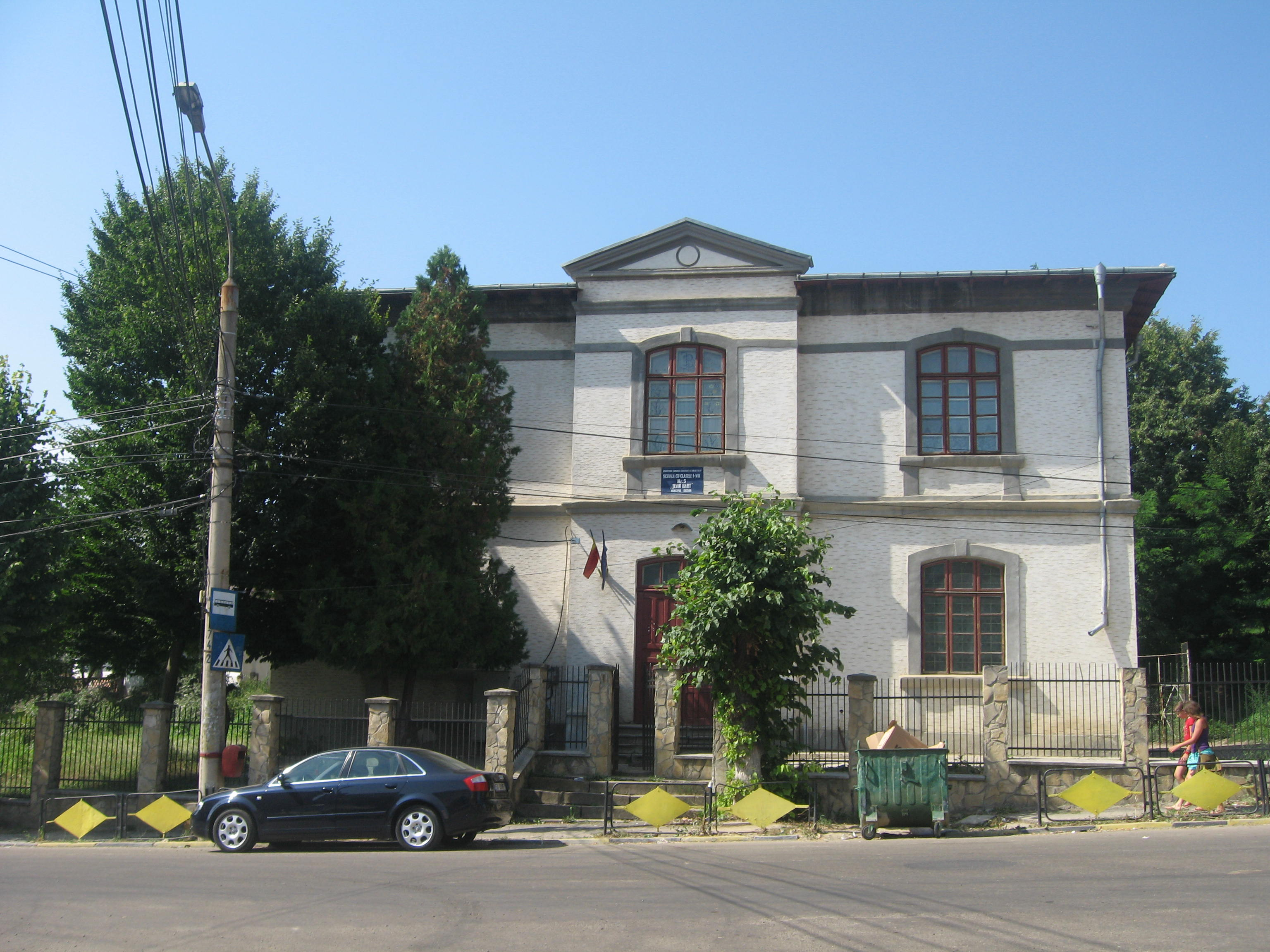
Fostul corp B al Școlii Gimnaziale nr. 5 „Jean Bart” din Suceava
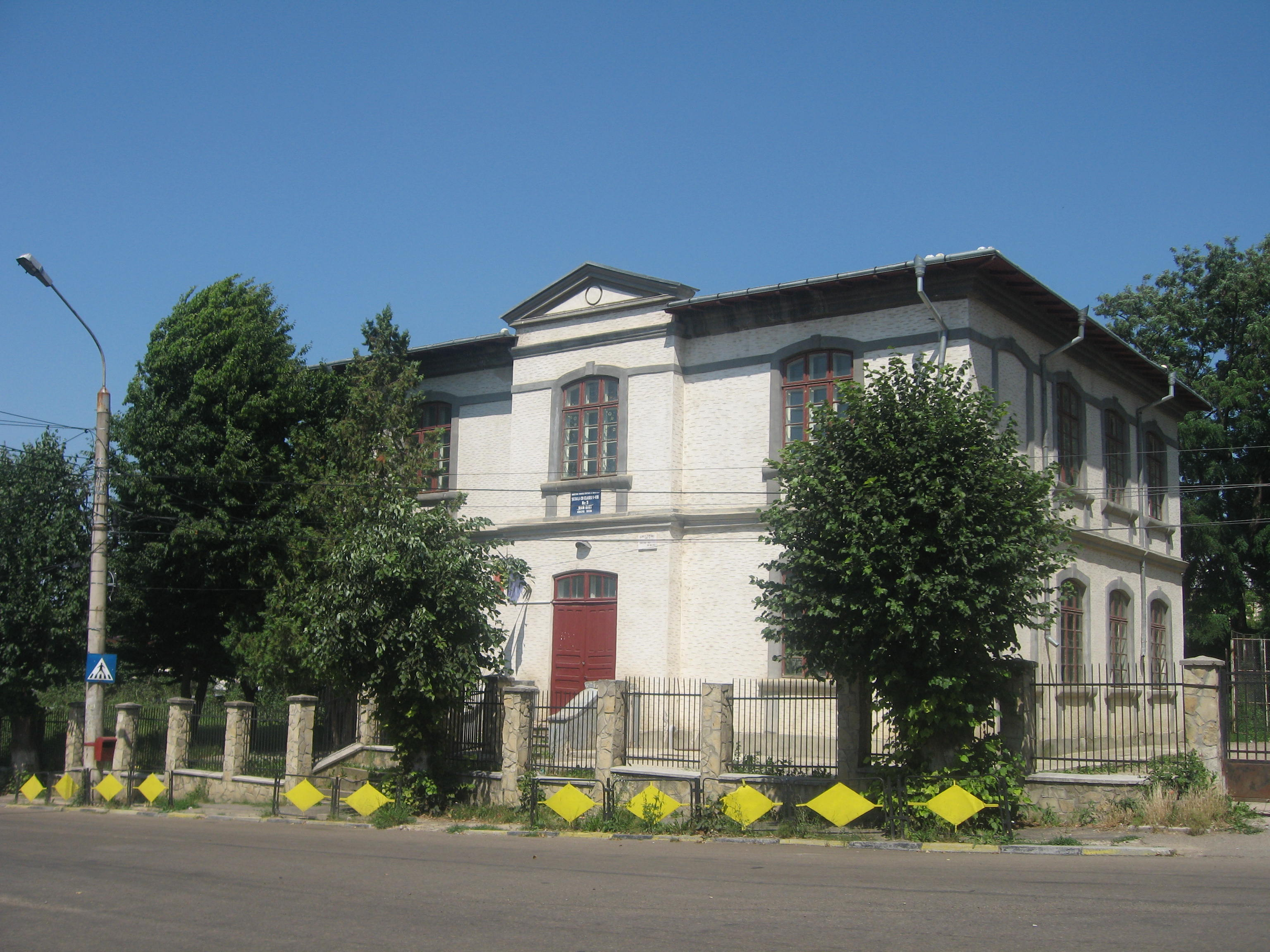
Fostul corp B al Școlii Gimnaziale nr. 5 „Jean Bart” din Suceava
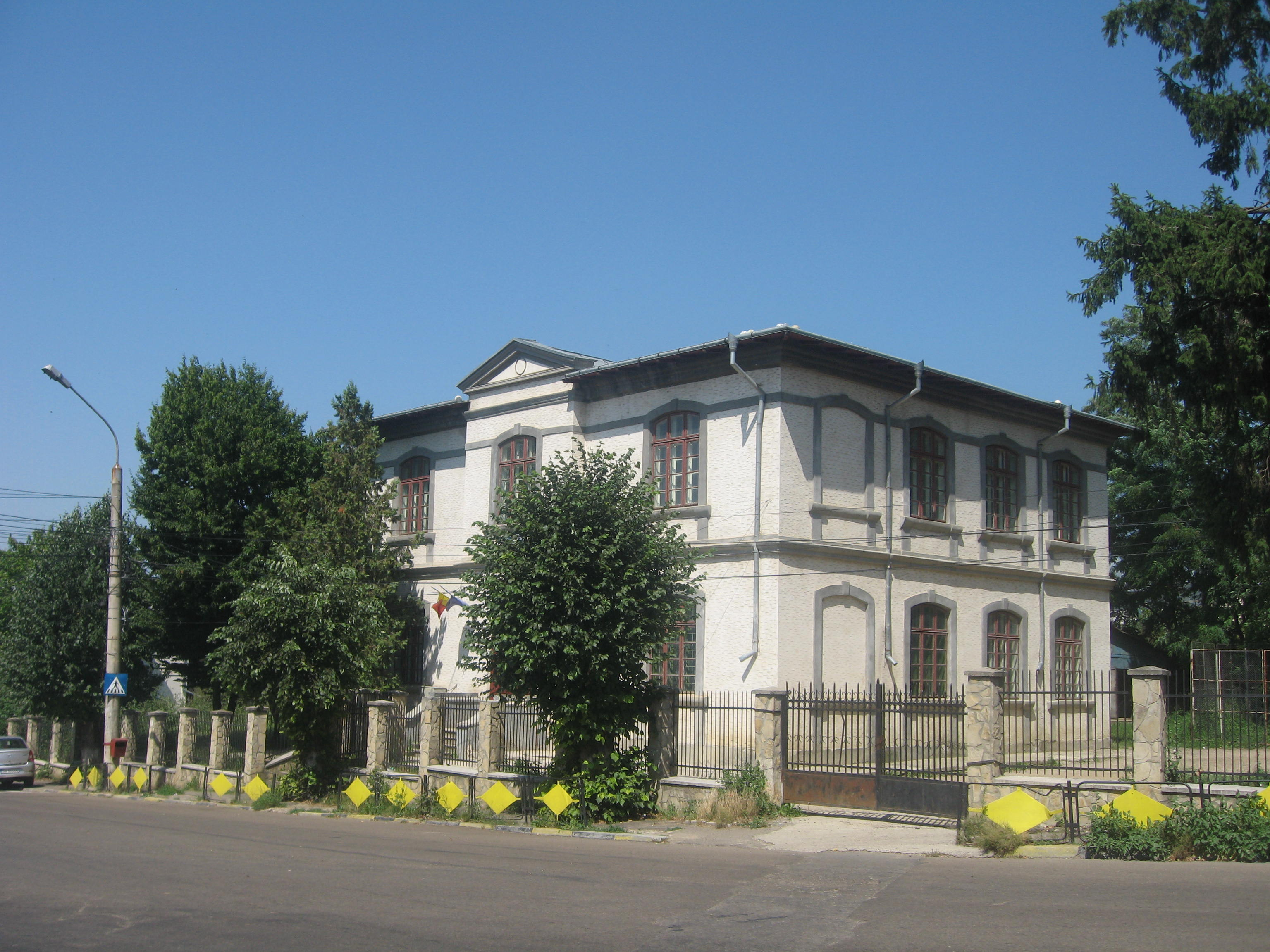
Fostul corp B al Școlii Gimnaziale nr. 5 „Jean Bart” din Suceava
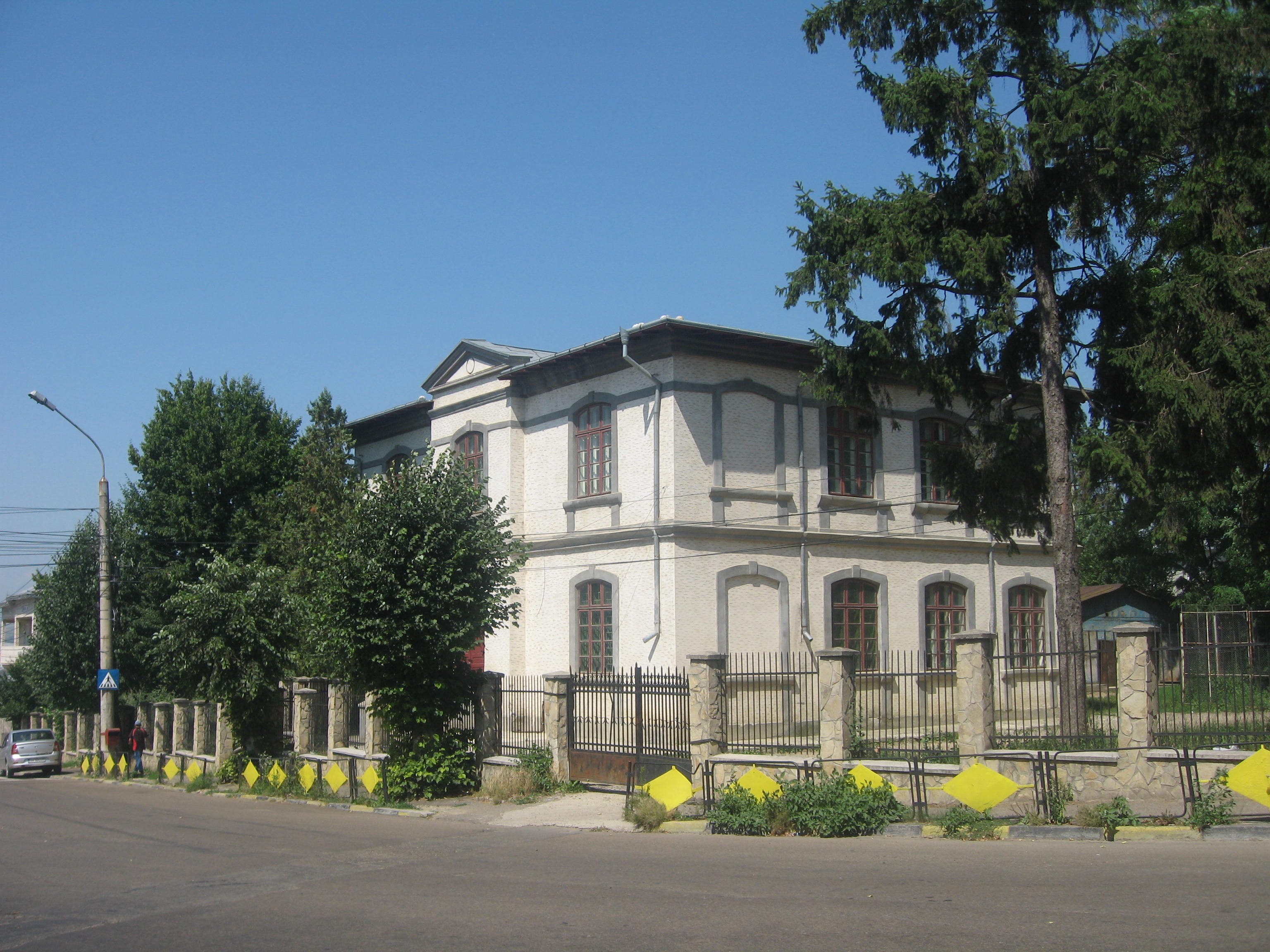
Fostul corp B al Școlii Gimnaziale nr. 5 „Jean Bart” din Suceava
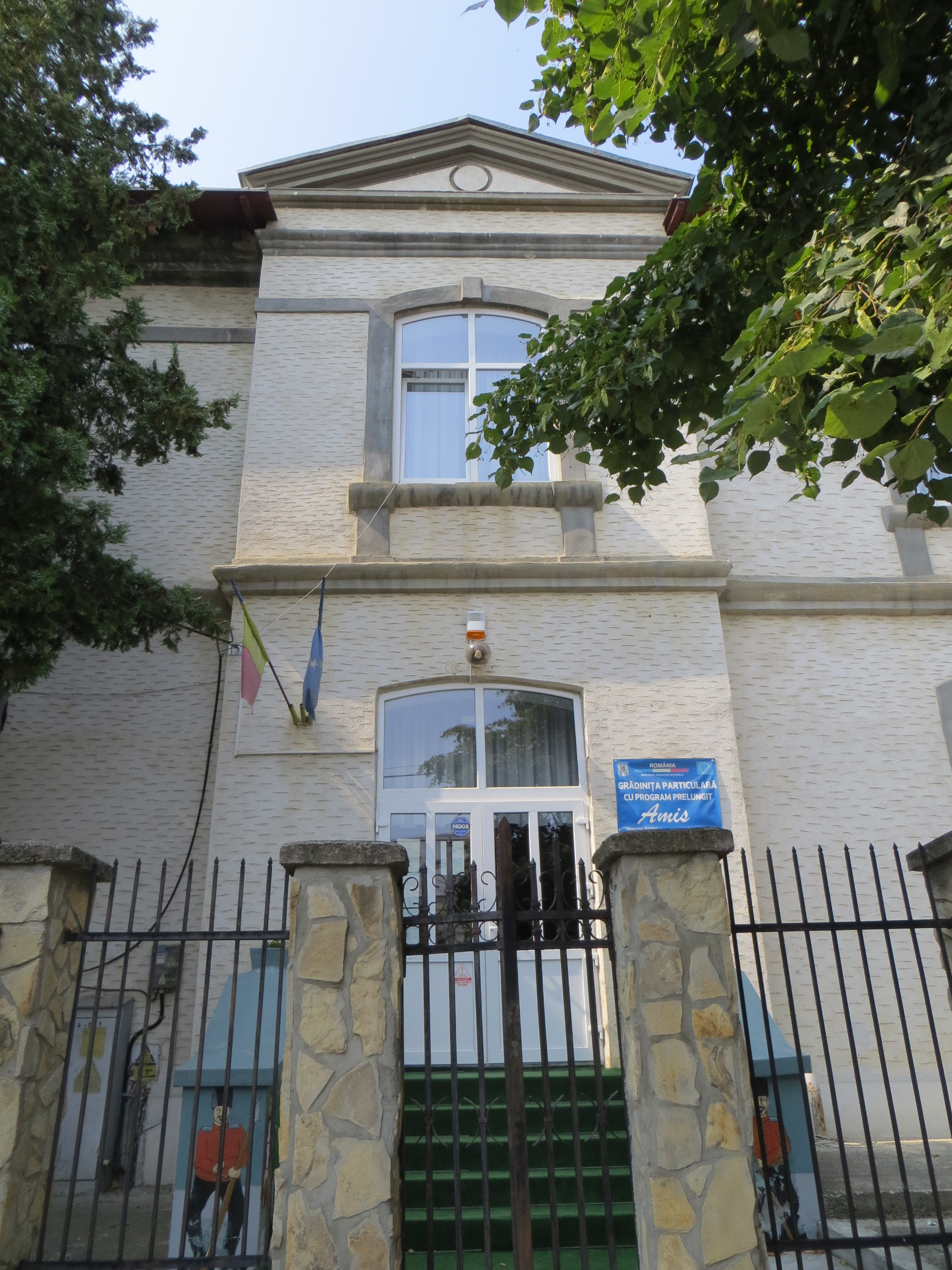
Modulul arhitectural central al clădirii școlii
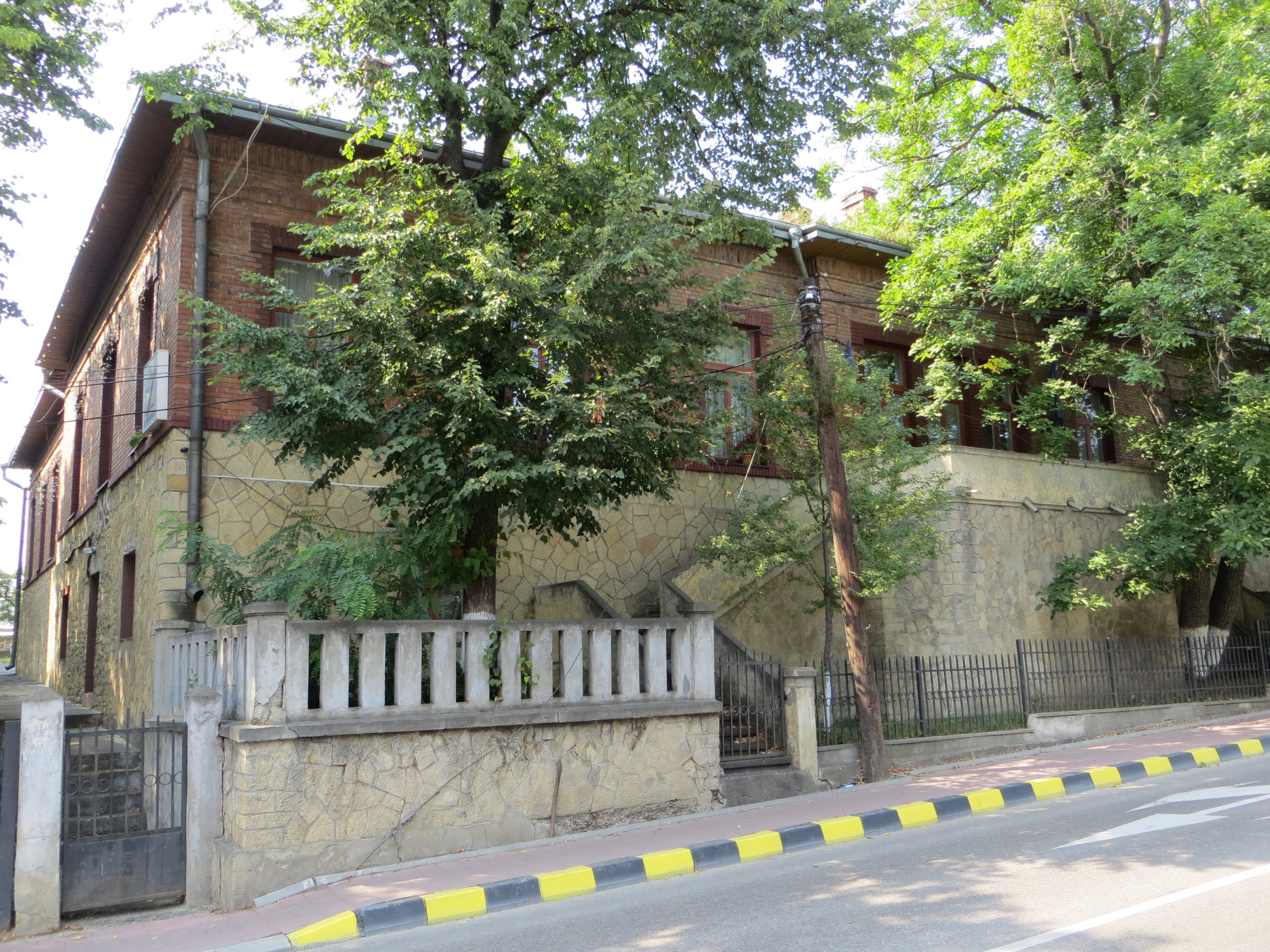
Fosta Primărie Burdujeni, în prezent sediul Electroconstrucția „ELCO” Suceava

## Legături externe
- Materiale media legate de Liceul Tehnologic „Virgil Madgearu” din Suceava la Wikimedia Commons
- Site oficial Liceul Tehnologic „Virgil Madgearu” Suceava
- Site oficial Electroconstrucția „ELCO” Suceava
- Site oficial Școala Gimnazială „Jean Bart” Suceava
- O istorie de peste 100 de ani, profesor Ioan Buzuleac, blog Școala cu clasele I–VIII nr. 5 „Jean Bart” Suceava (28 februarie 2008)